# 長伝寺 (さいたま市)
長伝寺（ちょうでんじ）は、埼玉県さいたま市中央区にある浄土宗の寺院。

## 歴史
天正年間（1573年 - 1592年）、普光観智国師によって開山された。ただ実際には、それ以前から真言宗の寺があったといわれており、観智国師はそれを中興したものという。
当寺所蔵の聖観音像は、少し口が開き歯を覗かせていることから「歯仏の観音」と呼ばれている。さいたま市の文化財に指定されている。
墓地には、「与野聖人」と呼ばれた儒学者西沢曠野の墓がある。

## 文化財
- 観智国師関係史料（さいたま市指定有形文化財 昭和37年6月9日指定）[2]
- 伊達政宗書状（さいたま市指定有形文化財 昭和55年4月28日指定）[3]
- 長伝寺木造聖観音坐像（さいたま市指定有形文化財 昭和62年7月10日指定）[4]
- 西沢曠野の墓（さいたま市指定史跡 昭和39年1月13日指定）[5]

## 交通アクセス
- 北与野駅より徒歩12分。